# Pojuca
Pojuca – miasto i gmina w Brazylii, w stanie Bahia. Znajduje się w mezoregionie Metropolitana de Salvador i mikroregionie Catu.